# Куњоли
Куњоли (итал. Cugnoli) је насеље у Италији у округу Пескара, региону Абруцо.
Према процени из 2011. у насељу је живело 532 становника. Насеље се налази на надморској висини од 292 м.

## Становништво
| 1931. | 1936. | 1951. | 1961. | 1971. | 1981. | 1991. | 2001. | 2011. |
| ----- | ----- | ----- | ----- | ----- | ----- | ----- | ----- | ----- |
| 2.329 | 2.569 | 2.737 | 2.373 | 1.864 | 1.712 | 1.752 | 1.669 | 1.590 |